# Le Peuple et ses fusils
Pour plus de détails, voir Fiche technique et Distribution.
Le Peuple et ses fusils (La Guerre populaire au Laos) est un film français réalisé en 1969 par Joris Ivens, Marceline Loridan-Ivens et Jean-Pierre Sergent, sorti en 1970.

## Synopsis
La guerre, vue du côté du peuple, en 1969, dans la partie nord-est du Laos.

## Fiche technique
- Titre : Le Peuple et ses fusils
- Réalisation : Joris Ivens, Marceline Loridan-Ivens et Jean-Pierre Sergent
- Scénario : Joris Ivens, Marceline Loridan-Ivens et Jean-Pierre Sergent
- Son : Antoine Bonfanti et Bernard Ortion
- Production : Capi Films
- Pays de production :  France
- Genre : documentaire
- Durée : 95 minutes
- Date de sortie : France - 11 février 1970[1]